# Bianca Stuart
Bianca Stuart (Nassau, 17 maggio 1988) è una lunghista bahamense, detentrice del record nazionale della specialità con la misura di 6,81 m.

## Palmarès
| Anno | Manifestazione          | Sede           | Evento         | Risultato | Prestazione | Note |
| ---- | ----------------------- | -------------- | -------------- | --------- | ----------- | ---- |
| 2006 | Mondiali juniores       | Pechino        | Salto in lungo | 14ª       | 6,05 m      |      |
| 2008 | Campionati CAC          | Cali           | Salto in lungo | Oro       | 6,54 m      |      |
| 2009 | Campionati CAC          | L'Avana        | Salto in lungo | 4ª        | 6,31 m      |      |
| 2010 | Giochi CAC              | Mayagüez       | Salto in lungo | Bronzo    | 6,50 m      |      |
| 2011 | Campionati CAC          | Mayagüez       | Salto in lungo | Oro       | 6,81 m      |      |
| 2011 | Mondiali                | Taegu          | Salto in lungo | 17ª (q)   | 6,44 m      |      |
| 2012 | Mondiali indoor         | Istanbul       | Salto in lungo | 8ª        | 4,71 m      |      |
| 2012 | Giochi olimpici         | Londra         | Salto in lungo | 18ª       | 6,32 m      |      |
| 2013 | Campionati CAC          | Morelia        | Salto in lungo | Bronzo    | 6,42 m      |      |
| 2013 | Mondiali                | Mosca          | Salto in lungo | 24ª (q)   | 6,35 m      |      |
| 2014 | Giochi del Commonwealth | Glasgow        | Salto in lungo | 8ª        | 6,31 m      |      |
| 2015 | Giochi panamericani     | Toronto        | Salto in lungo | Argento   | 6,69 m      |      |
| 2015 | Mondiali                | Pechino        | Salto in lungo | 25ª (q)   | 6,34 m      |      |
| 2016 | Giochi olimpici         | Rio de Janeiro | Salto in lungo | 16ª (q)   | 6,45 m      |      |
| 2017 | Mondiali                | Londra         | Salto in lungo | 28ª (q)   | 5,91 m      |      |
| 2018 | Giochi del Commonwealth | Gold Coast     | Salto in lungo | 8ª        | 6,30 m      |      |
| 2018 | Campionati NACAC        | Toronto        | Salto in lungo | 6ª        | 6,09 m      |      |